# 真仁法親王

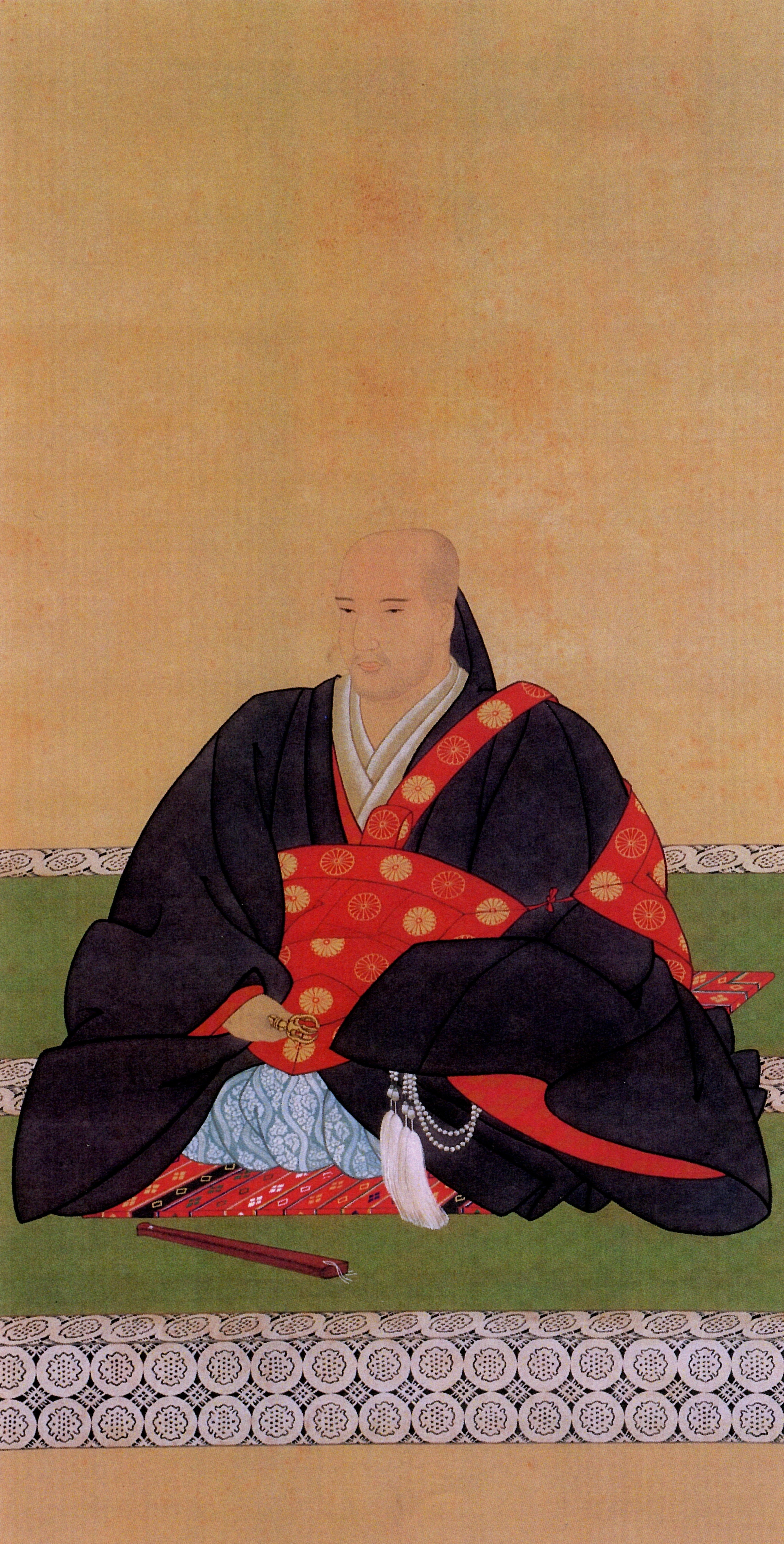
真仁法親王

真仁法親王（しんにんほうしんのう、明和5年6月5日（1768年7月18日） - 文化2年8月9日（1805年9月1日））は、江戸時代後期の法親王。閑院宮典仁親王の第5王子。幼称は時宮。俗名は周翰（ちかもと）。天台座主、妙法院門主を務めた。
真仁法親王は芸術を愛好し、円山応挙・呉春のパトロンであったことでも知られる。また国学にも関心があり、実弟の光格天皇に、本居宣長の著した『古事記伝』を読むよう勧めた書状が現存している（「妙法院宮真仁法親王御懐紙」）。

## 真仁法親王と京の大仏
真仁法親王が門主を務めた妙法院は、江戸時代には、大仏として日本一の高さを誇っていた方広寺大仏（京の大仏）及び大仏殿を管理下に置いていた。大仏殿は慶長17年（1612年）に落慶したもので、当時経年劣化がかなり進んでいた。
真仁法親王在任時以前から、上記は妙法院（及び方広寺）にとっての問題事であり、
改修費調達のため、幕府から資金を借り入れる、富籤を発売するなど、様々な手が尽くされてきたが、集客の見込める「眉間籠り仏」を開帳するか否かが議論になることがあった。眉間籠り仏は大仏の眉間に納めてある小型の仏像であるが、宝物開帳で展示するためには、大仏からそれを取り外す必要があるので、（大仏に対して不敬なためか）当初真仁法親王は反対の立場であったとされる。しかし大仏殿の経年劣化はさらに進み、大仏殿北東部の屋根瓦が大風で崩れ落ち、雨漏りが生じるようになった。このような状況にあっても改修工事費調達の目処がたたず、背に腹は代えられないということになったためか、寛政4年（1792年）3月15日からの宝物開帳では、眉間籠り仏を大仏より取り外しの上、展示された。その開帳では豊臣秀吉の装束や、雪舟筆龍虎図などの宝物も展示され、妙法院に残る史料によれば、60日の開帳で225,180人の参詣者が訪れ、大変好評を博したという。
寛政10年7月1日（新暦では1798年8月12日）の深夜に方広寺大仏殿に落雷があり出火。鎮火に失敗し、翌2日には手が付けられない程の大火となり、方広寺大仏・大仏殿は全焼した（先述の胎内仏は、火消によって搬出されたので現存）。火災のあいだ真仁法親王は、妙法院から、清水寺の本坊の成就院に避難した。
真仁法親王は、大仏を焼失させてしまったことに、管理者として罪悪感を抱いていたとされ、焼失の翌日より毎日大仏の焼跡に参詣して供養を行い、大仏再建の御祈祷を行い、自身の食事量も減じて、大仏に対し懺悔の意を表した。真仁法親王は大仏再建に尽力するが、以降往時と同様の規模のものが再建されることはなかった。心労が祟ったためか、文化2年（1805年）に38歳で薨去。薨去の直前に、重体の病床の中から、大仏再建を求める嘆願書を江戸幕府へ提出した。しかし時の将軍徳川家斉が、大仏再建に助力することはなかった。墓所は妙法院宮墓地。